# Aogashima (Tokyo)
Aogashima (青ヶ島村, Aogashima-mura) est un village de la sous-préfecture de Hachijō, dans la préfecture de Tokyo au Japon.

## Géographie

### Situation
Le village d'Aogashima est situé au Japon, sur Aoga-shima, une île de l'archipel d'Izu dans l'océan Pacifique. C'est un endroit isolé, le lieu habité plus proche étant le bourg de Hachijō à 70 km au nord.

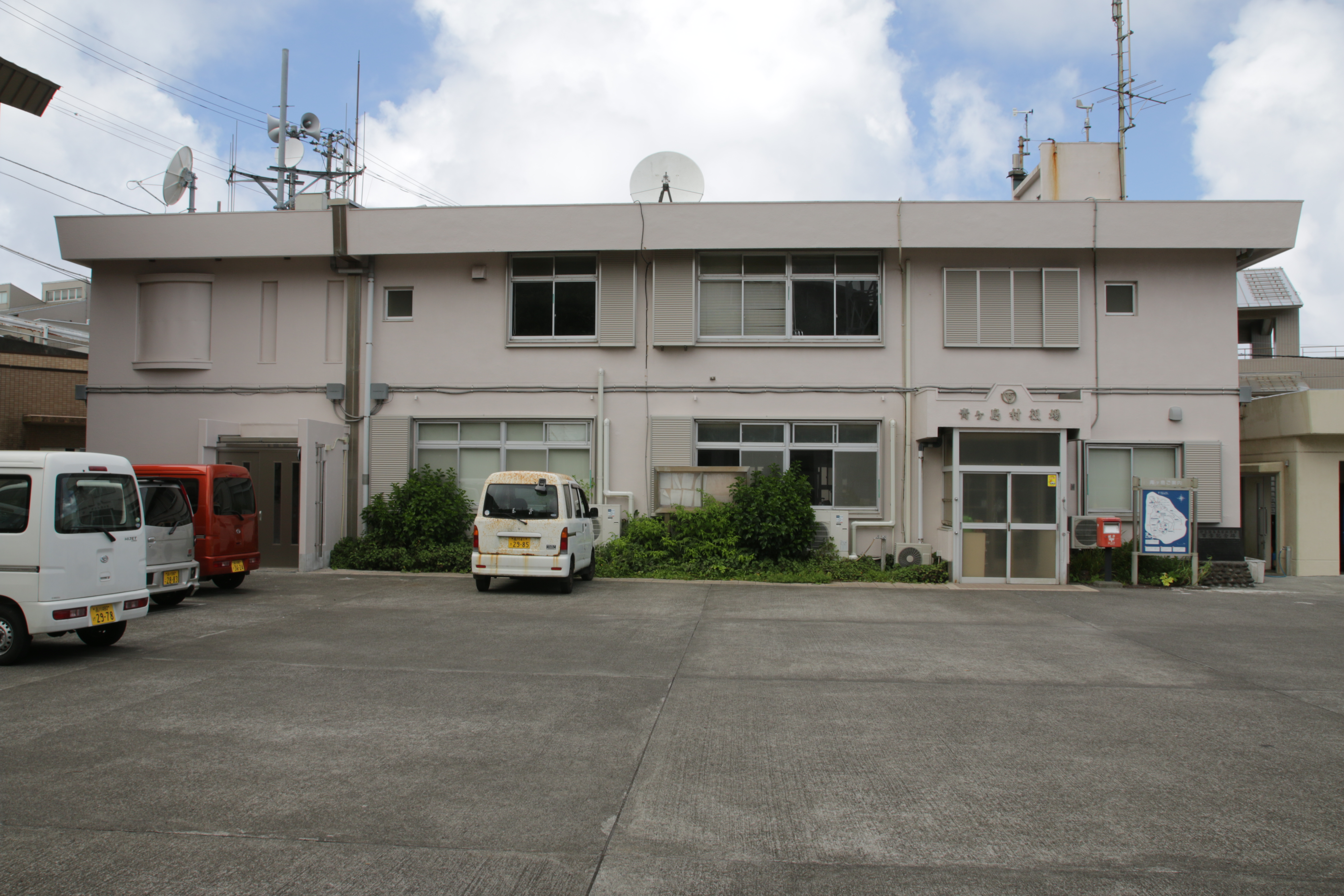
Salle des fêtes d'Aogashima

### Démographie
Au 1er février 2016, la population d'Aogashima s'élevait à 188 habitants répartis sur une superficie de 5,96 km2.

## Transports
Aogashima est accessible par bateau et hélicoptère.